# Дмитриев, Василий Дмитриевич (1924)
Василий Дмитриевич Дмитриев (27.5.1924, дер. Эшмикеево, Яльчикский район, Чувашская АО, РСФСР — 19.12.2012, Чебоксары, Чувашская Республика, РФ), — чувашский прозаик, редактор.
Член Союза писателей Чувашии (2000 г.).

## Биография
В 1942 году окончил в Москве пулемётное училище. Девятнадцатилетний младший лейтенант принял первый бой на Курской дуге. Здесь командир противотанкового взвода был тяжело ранен.
В январе 1945 года молодой офицер выписывается с госпиталя с инвалидностью, но всё же отправиться в тыл не соглашается — возвращается на фронт.
18 апреля 1945 года во время Берлинской операции при переправе через Шпрее после того как был ранен ротный, Василий Дмитриевич повёл солдат под ливнем пуль в атаку на врага и захватил для полка плацдарм для наступления на город. К сожалению, командир был ранен — пуля пробила его грудь рядом с сердцем. Полк устремился на логово рейха с захваченного плацдарма.
За проявленную смелость и мужество Василий Дмитриевича наградили орденом Богдана Хмельницкого III степени.
Боевой офицер был удостоен также орденов Красной Звезды и Отечественной войны I степени.
Победу герой встретил в госпитале. До декабря 1945 года был на лечении в Польше, затем в Советском Союзе.
После возвращения с фронта поступил на работу в органы правопорядка. Окончил Казанский юридический институт с красным дипломом и вернулся на родину. Его назначили заместителем прокурора Чувашской АССР. Затем перешёл в систему МВД — в течение 15 лет, до 1984 года, руководил Чебоксарской специальной средней школой милиции. Василию Дмитриевичу предлагали должность прокурора в разных регионах, но он не согласился покинуть родину: в семье он был старшим и нужно было помогать родным.

## Творчество
Писал мемуары, рассказы.
Первые его статьи были напечатаны в 1953 году в газетах «Коммунизм ялавĕ» и «Советская Чувашия».

### Напечатанные книги
- «Буржуазное избирательное право — орудие подавления» (очерк, 1959);
- «Бои на ближних подступах к Берлину» (очерк, 1995);
- «Наедине с собой» (хроника, 1999);
- «Судьбы людские» (2003).

## Награды
- Орден Красной Звезды
- Орден Богдана Хмельницкого 3 степени
- Орден Отечественной войны 1 степени[1]